# Turcii din Serbia
Turcii din Serbia sunt cetățeni ai Serbiei de origine turcă care trăiesc și lucrează în Serbia. Vorbesc turcă și sunt islamici. 

## Istorie
Migrația turcilor către Serbia a început câțiva ani după bătălia din Kosovo . Primul val semnificativ a fost din 1389 până în 1455, format din soldați, spahi, grefieri și comercianți, care au început să apară în marile orașe.  Prezența lor la Prizren a fost înregistrată pentru prima dată în 1455. În timpul Imperiului Otoman, ei s-au bucurat de un statut privilegiat în Serbia, în timp ce la începutul secolului XX Kosovo a fost considerată limba turcă vorbită de elita orașului. Locuiau mai ales în mediul urban.

### Prima migrare
Primul val de emigrare a populației turcești sau musulmane de pe teritoriul Serbiei apare după penetrarea răscoalelor sârbești și a austriecilor în războiul austro-turc (1683-1699) în adâncurile teritoriului sârb, când a fost înregistrată o migrație în masă a populației musulmane. La acea vreme, în Edirne și Istanbul s-au format mahalale speciale, care astăzi se numesc Novi Pazar (Jani Bazar). Urmează numeroase valuri, începând după prima răscoală sârbă, și în câțiva ani, au preluat caracterul adevăratelor migrații (1804-1812, 1833,1836,1877–1879,1882, urmate de 1903, 1912–1914, 1924–1925). Numărul de emigranți din aceste teritorii în secolele al XIX-lea și începutul secolului XX. este imposibil de determinat, iar migrația, pe lângă turcii etnici, a inclus albanezi și populația sârbă islamizată . 
Potrivit lui Vaso Cubrilovic, populația musulmană din Serbia a trebuit să-și părăsească locuințele de trei ori în timpul secolului al XVIII-lea și consideră că acesta este unul dintre motivele principale ale declinului politic și economic. Situația lor a fost agravată de lupta Serbiei pentru independență. Astfel, după prima răscoală sârbă din 1804, rebelii au încercat să curețe întregul sangeac Semendria de turci în primăvara și vara anului 1805, dar după răscoala din 1813, turcii au insuflat o groază în pașalâc, unde aproape în fiecare zi zeci și sute de sârbi erau torturați și uciși. Prin urmare, la acea vreme, populația sârbă fugea din sangeac, iar populația turcă sau musulmană se întorcea. După cea de-a doua revoltă sârbă, Milos Obrenovic a încercat în repetate rânduri să-i izgonească pe toți turcii cât mai curând posibil, și cu acea ocazie a trimis mai multe cereri către Poartă . Cu toate acestea, Turcia a negat în mod constant aceste cereri, dar numărul turcilor din sangeacul Semendria a scăzut constant. Totuși, aceste migrații erau sporadice și depindeau de voința personală a turcilor. Cu toate acestea, emigrarea în acest val se încadrează în categoria migrației spontane, deoarece, deși au existat presiuni și o atmosferă socială proastă în mediul sârb, care a provocat frică în rândul turcilor, nu exista nicio obligație legală pentru a părăsi Serbia. După pacea dintre Rusia și Turcia, în 1829, sultanul a trebuit să accepte emigrarea organizată a turcilor din Serbia. Astfel, Hatyserif din 1830 prevedea că turcii nu mai puteau să locuiască în Serbia, decât în garnizoanele orașului, precum și să își vândă moșiile și să se mute din toate satele până în 1834. Ei nu puteau rămâne decât în sate care erau atașate direct de orașe. Acestea au fost acțiuni sistematice în care majoritatea turcilor au părăsit Serbia. Excepția a fost aproximativ douăzeci de sate din Sokolska nahija. Cu toate acestea, în ciuda rezistenței oferite, aceste sate au fost evacuate forțat în vara anului 1834. Pe măsură ce turcii au continuat să se amâne cu emigrarea, în 1833 a fost emisă o nouă incubatoare, care a stabilit un nou termen de cinci ani pentru ca turcii să se mute din Serbia. Cu toate acestea, chiar și după acest termen limită, mii de turci musulmani au rămas în Serbia, în special în orașele Belgrad, Sabac, Semendria, Cladova și altele. Mihailo Obrenovic a urmărit, de asemenea, evacuarea turcilor din Serbia și rezolvarea definitivă a problemei turcești, deoarece prezența turcilor era considerată insuportabilă în Serbia. Soluționarea problemei a fost grăbită de celebrul incident de la fântâna Čukur și bombardarea turcă de la Belgrad de la Cetatea Belgradului . Pentru a calma conflictele din Serbia, a avut loc o conferință în suburbia din Istanbul Canlid 1862. S-a decis ca populația turcă să fie strămutată din sangeacul Semendria și ca orașele Soko și Uzice să fie demolate. Cu toate acestea, Turcia a menținut garnizoane la Belgrad, Sabac, Smederevo și Kladovo. Acordul prevede, de asemenea, că Serbia va trebui să plătească Porții o despăgubire pentru emigrarea turcilor în sumă de nouă milioane de groși. 
Primele valuri după eliberarea Serbiei de sub stăpânirea turcă au inclus etnici turci, precum și populația musulmană în general. Emigranții se stabileau în Bosnia, dar și în Turcia. Deși s-au întors la regină, întrucât au petrecut o perioadă lungă de timp în această regiune, nu au reușit întotdeauna cu ușurință în mediul cultural al regiunii. 

### Migrațiile în secolul XX
Migrațiile după Primul și cel de-Al Doilea Război Mondial au loc pe baza unor acorduri interstatale între statele Turciei, pe de o parte, și Regatul Iugoslaviei sau statul Iugoslavia Comunistă, pe de altă parte. Serbia este apoi abandonată în mare parte de populația musulmană, care, pe lângă un număr mai mic de etnici turci, include albanezi, precum și o serie de sârbi islamizați, mai des numiți convertiți în timpul primului război mondial.  Conform statisticilor oficiale ale Regatului Iugoslaviei, din 1927 până în 1939. 19.278 de persoane au fost emigrate din Iugoslavia în Turcia. Informațiile sunt inexacte, deoarece se referă numai la cazurile în care a fost respectată procedura, în timp ce un număr mare de expatriați ilegali sunt nerecunoscuți. Cauza emigrării a fost, pe de o parte, un factor economic, deoarece odată cu distrugerea relațiilor feudale, un număr mare de musulmani și-au pierdut veniturile și au fost nevoiți să se reorienteze către meșteșuguri și comerț. În plus, au existat presiuni politice împotriva „populației neloiale”, care a culminat la jumătatea anilor 1920, când partidul lor a fost desființat, precum și cel mai mare număr de școli religioase secundare și a existat o ingerință deschisă a statului în treburile religioase islamice. Propaganda ambelor țări a avut, de asemenea, o mare influență. Iugoslavia încerca să scape de ceea ce credea că este o populație defavorizată și să obțină terenuri pentru colonizarea populației sale din alte regiuni, în timp ce Turcia se „stabilea” cu o „populație potrivită” în zonele exilate anterior de kurzi, armeni și greci . Culmea impulsului pentru emigrare în ambele țări este reprezentată de Convenția iugoslav-turcă din 1938, care prevede emigrarea a 40.000 de familii musulmane în Turcia. Realizarea sa a fost întreruptă, printre altele, de al doilea război mondial. Conform estimărilor, după Kosovo și Metohija au existat 100.000 de turci după 1945, dar unii au fost asimilați în albanezi. În timpul celui de-al Doilea Război Mondial și așa-zisul emigrarea politică, care nu a rezistat schimbării sistemului de stat în Iugoslavia. Emigrarea în masă a avut loc după 1950, în special după 1954 și a durat până în 1970. Pe lângă turci și albanezi din FR Macedonia, migrația include și musulmani din Sandzak . El a emigrat pe baza eliberării sale din cetățenia iugoslavă și a unui permis de sat (permis) obținut prin intermediul Ambasadei Turciei la Belgrad pe baza dovezilor de apartenență a Turciei, ceea ce era adesea suficient de cunoscut despre o duzină de cuvinte turcești. Numărul exact al emigranților acestui val este imposibil de determinat, dar este sigur că numărul de 190.000, publicat de ziarul turc Hurriyet, din 18 aprilie 1978, a fost foarte exagerat. Ca și în valul precedent, principalele cauze ale emigrării sunt factorii economici și politici, cei mai mulți asociați reformei agrare, colectivizării și naționalizării, care au fost implementate în Iugoslavia socialistă. În plus, a fost influențat semnificativ de factorul religios, iar licențele au fost obținute pe baza reunificării familiei, familia fiind înțeleasă pe larg.

## Demografie

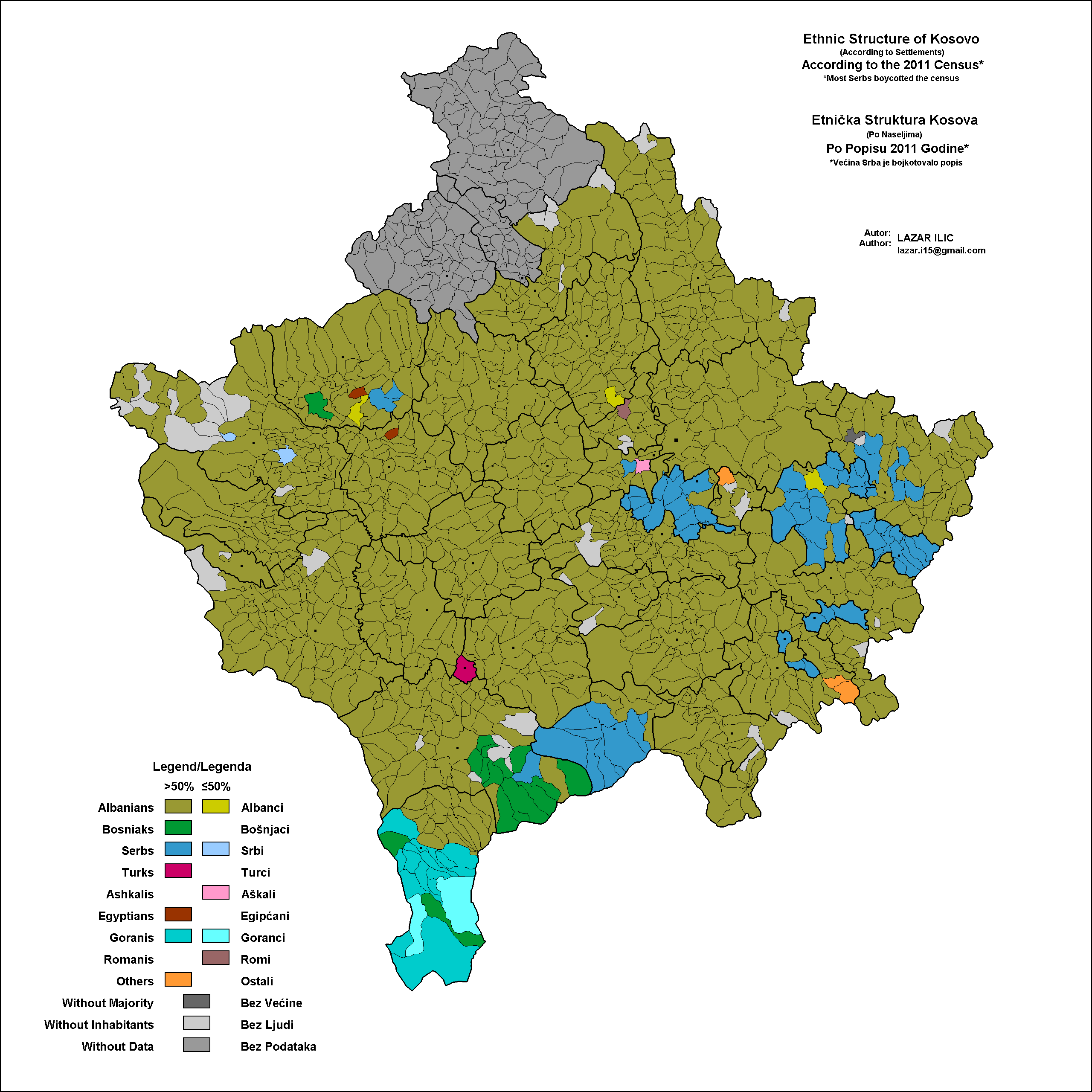
Compoziția etnică a Kosmet conform recensământului din 2011

Numărul turcilor conform recensămintelor din Serbia 
| An   | Turci  |
| ---- | ------ |
| 1948 | 1,914  |
| 1953 | 54.526 |
| 1961 | 44434  |
| 1971 | 18.220 |
| 1981 | 13.890 |
| 1991 | 11236  |

Majoritatea turcilor locuiesc în Kosovo și Metohija, unde, conform recensământului din 2011, există 18.738 și constituie 1,01% din populație, timp ce 647 de turci trăiesc în restul Serbiei. Potrivit unor estimări, în Kosmet există aproximativ 30.000 de turci.

### răspândire

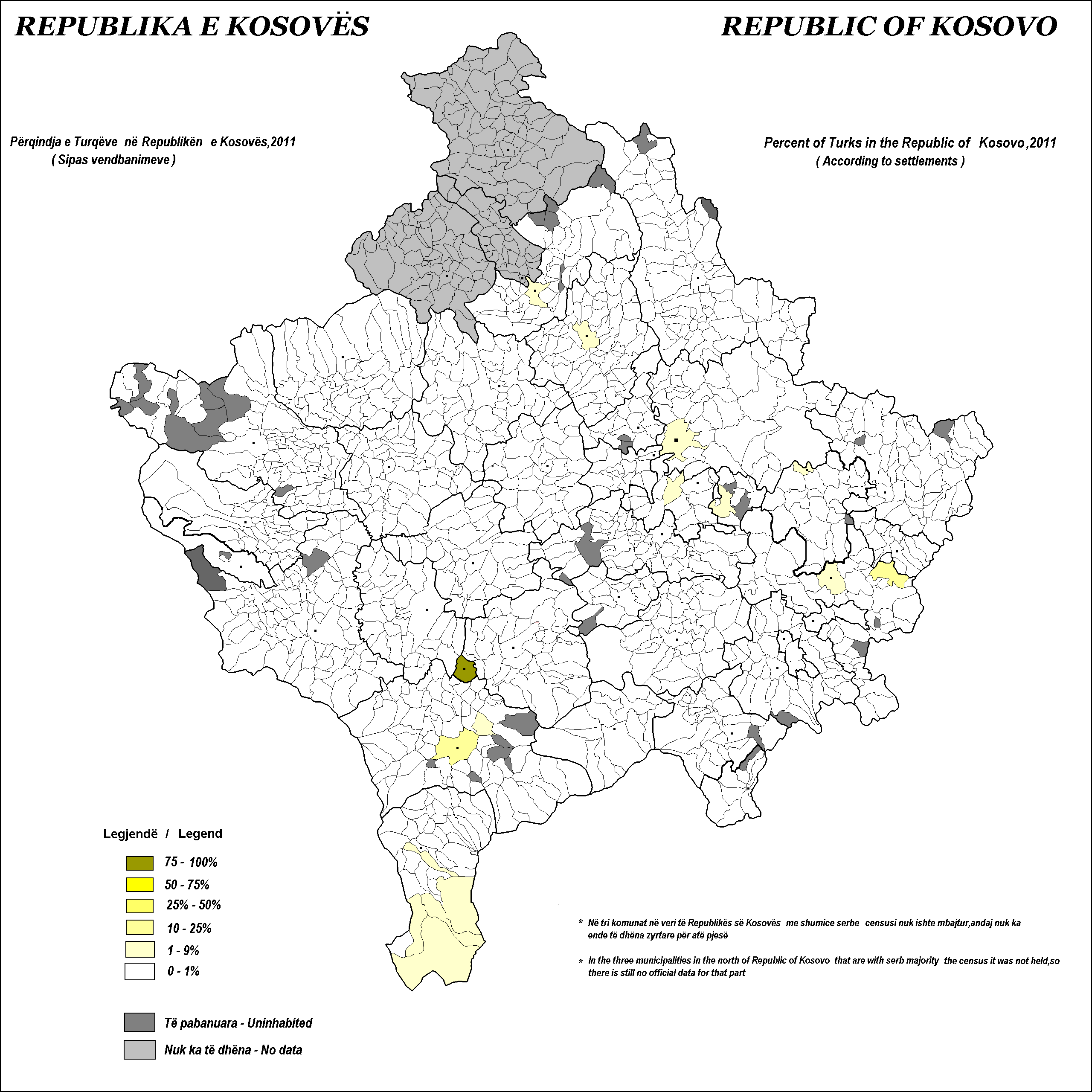
Ponderea turcilor în localități conform recensământului din 2011

Lista comunelor cu peste 100 de turci 
| Municipalitate     | Populație | Turci | Procentaj |
| ------------------ | --------- | ----- | --------- |
| Prizren            | 177781    | 9091  | 5,06%     |
| Mamusha *          | 5507      | 5128  | 92,35%    |
| Pristina           | 198897    | 2156  | 1,08%     |
| Gjilan             | 90178     | 978   | 1,03%     |
| Kosovska Mitrovica | 71909     | 518   | 0,72%     |
| Vushtrri           | 69.870    | 278   | 0,38%     |
| Dragash *          | 33.997    | 202   | 0,6%      |
| Lipjan             | 57.605    | 128   | 0,22%     |

- Comunele Mamușa și Dragaș au fost formate conform legilor instituțiilor autoproclamatei Republici Kosovo. Mamusa a fost separată de municipalitatea Prizren, în timp ce municipalitatea Dragash a fost formată prin comasarea municipiului Gora cu o parte a municipiului Prizren.

Turcii constituie majoritatea populației în Mamușa, unde constituie 92,35% din populație, în timp ce cel mai mare număr de turci, 9,091, locuiesc în Prizren și în jurul său.  Prizren reprezintă centrul istoric, cultural și politic al turcilor din Serbia. În municipiul Gjilan locuiesc în așezările din Gornji Livoc și Dobrcan, precum și în Gnjilane în sine. De asemenea, locuiesc în Priștina, Vučitrn, Mitrovița și așezările Janjevo și Bandulic din municipiul Lipjan . În partea de nord a Kosovska Mitrovica locuiesc în așezarea Bosnjacka mahala, în timp ce în partea de sud locuiesc în diverse părți ale orașului.

## Limbă
Turcii vorbesc dialectul local al limbii turce, în timp ce în comunicarea oficială folosesc limba turcă standard. De asemenea, în regiunea Prizren, unii albanezi, bosniaci și romi vorbesc în limba turcă. În constituția din 1974, limba turcă a primit statutul oficial în Kosmet. Astăzi în Kosmet, turca este limba oficială în municipalitățile Prizren, Mamusha, Pristina, Gjilan, Kosovska Mitrovica și Vushtrri . Se estimează că 250.000 de oameni din Kosmet vorbesc sau înțeleg turca.

## Arhitectura otomană

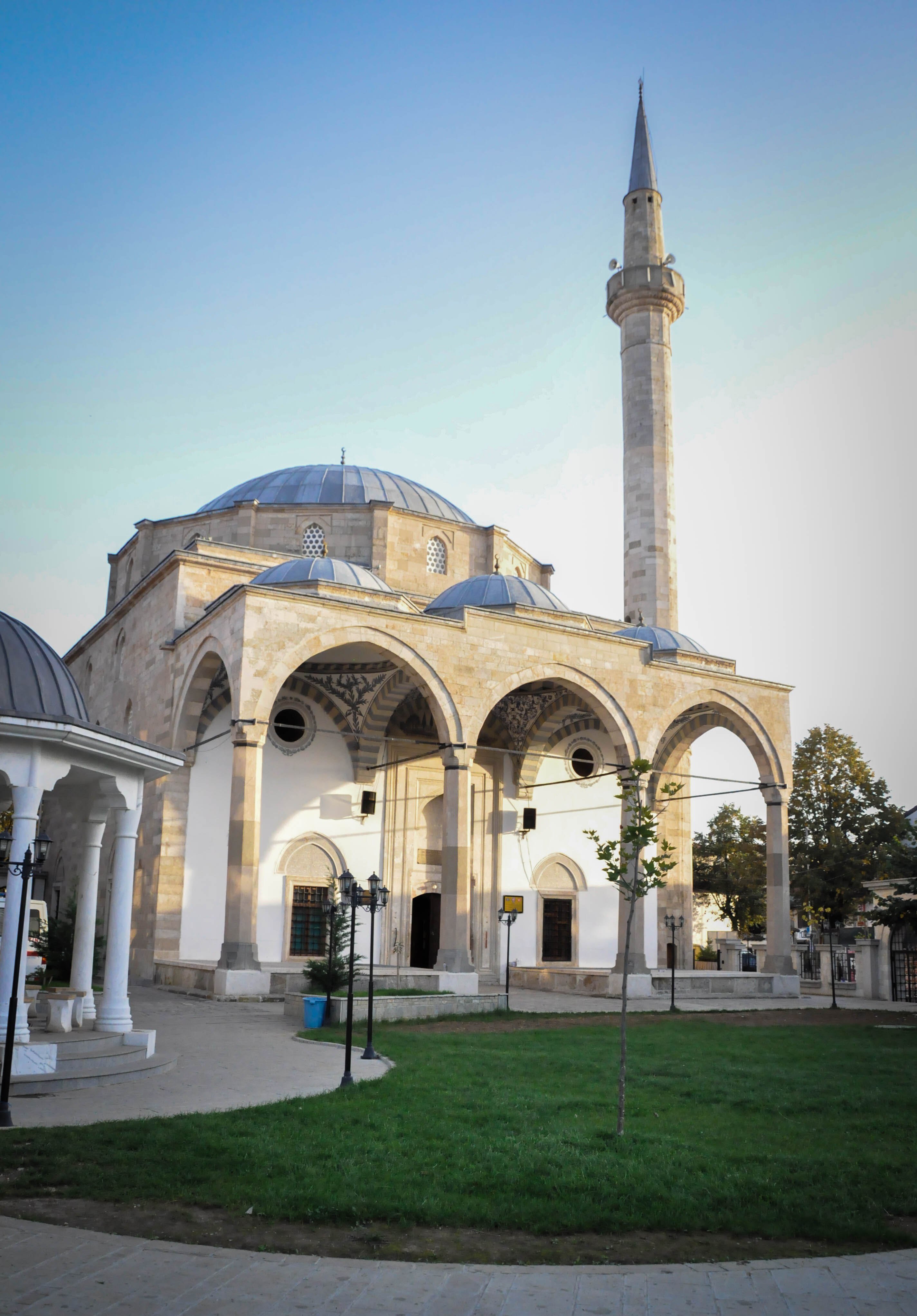
Moscheea imperială din Pristina
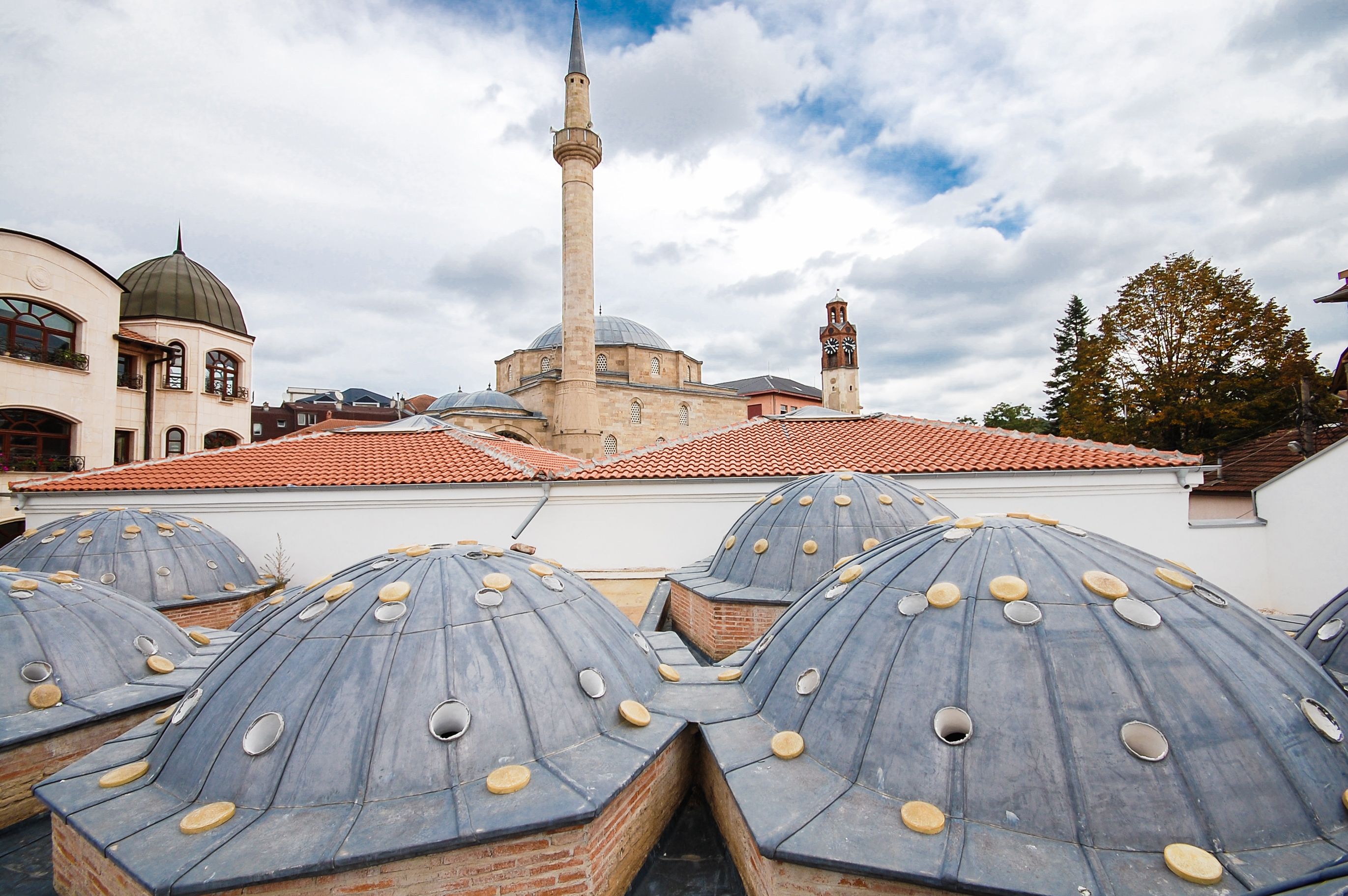
Marele Hamam din Pristina
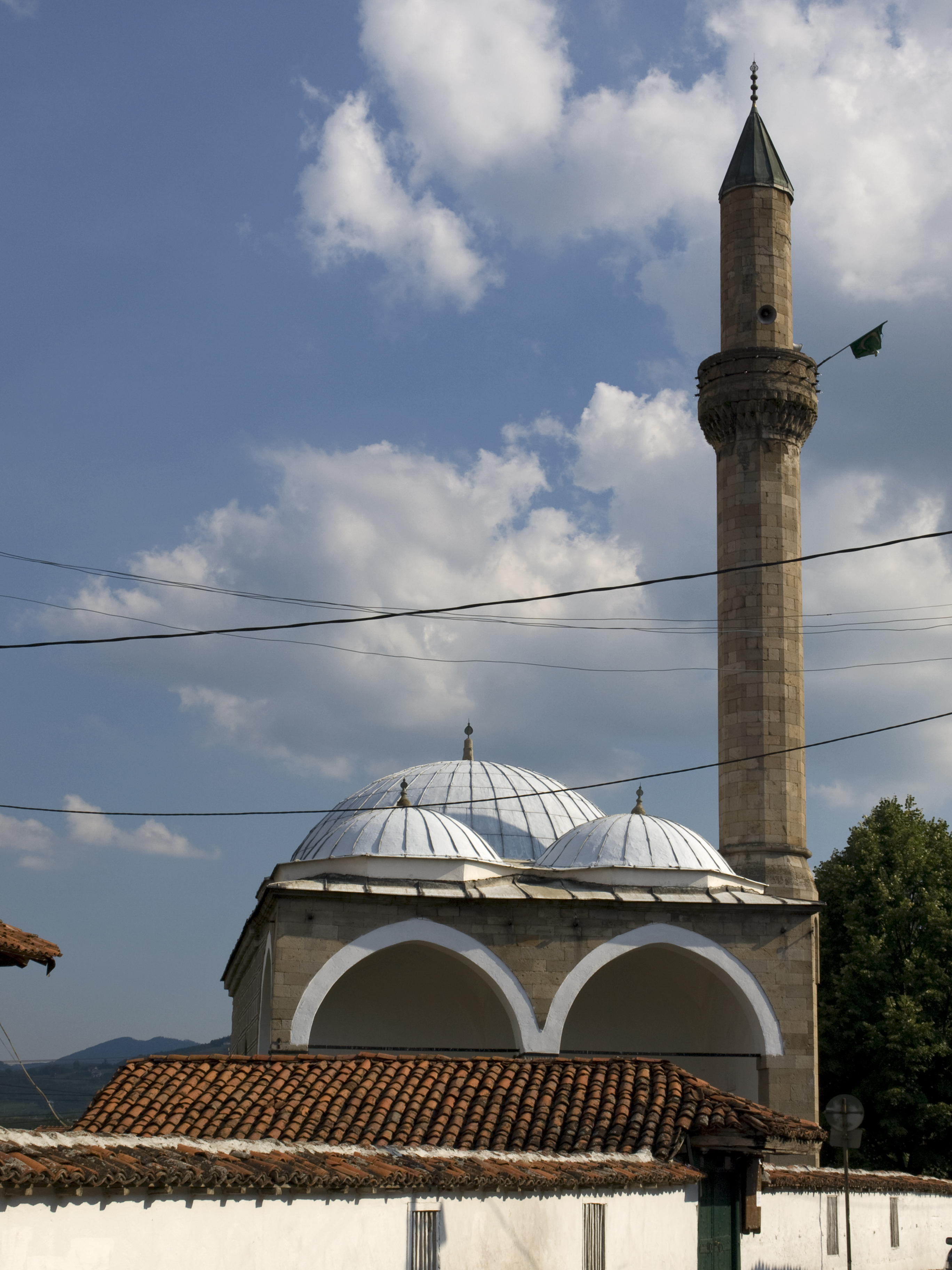
Moscheea Altun-German din Novi Pazar
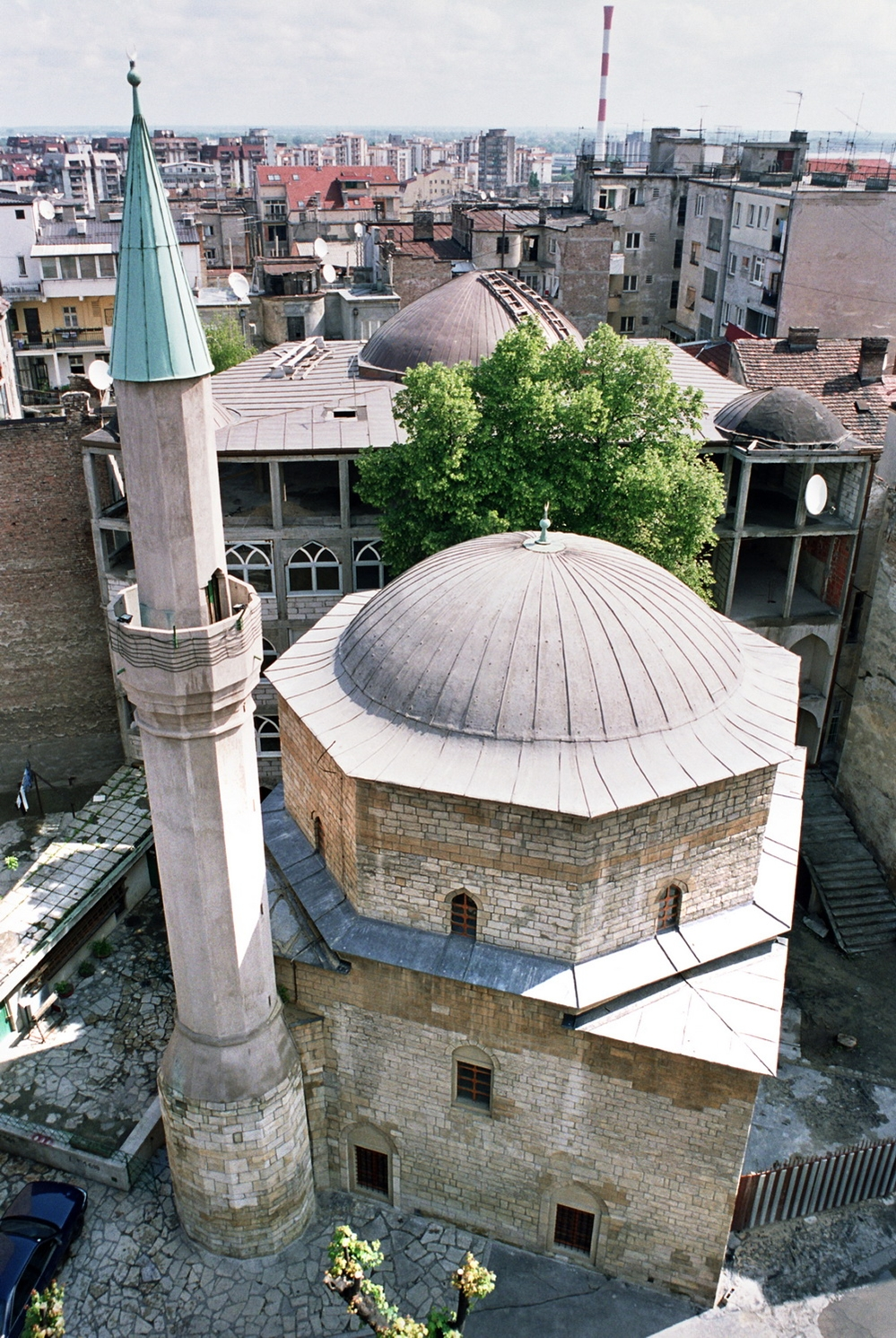
Moscheea Bajrakli din Belgrad
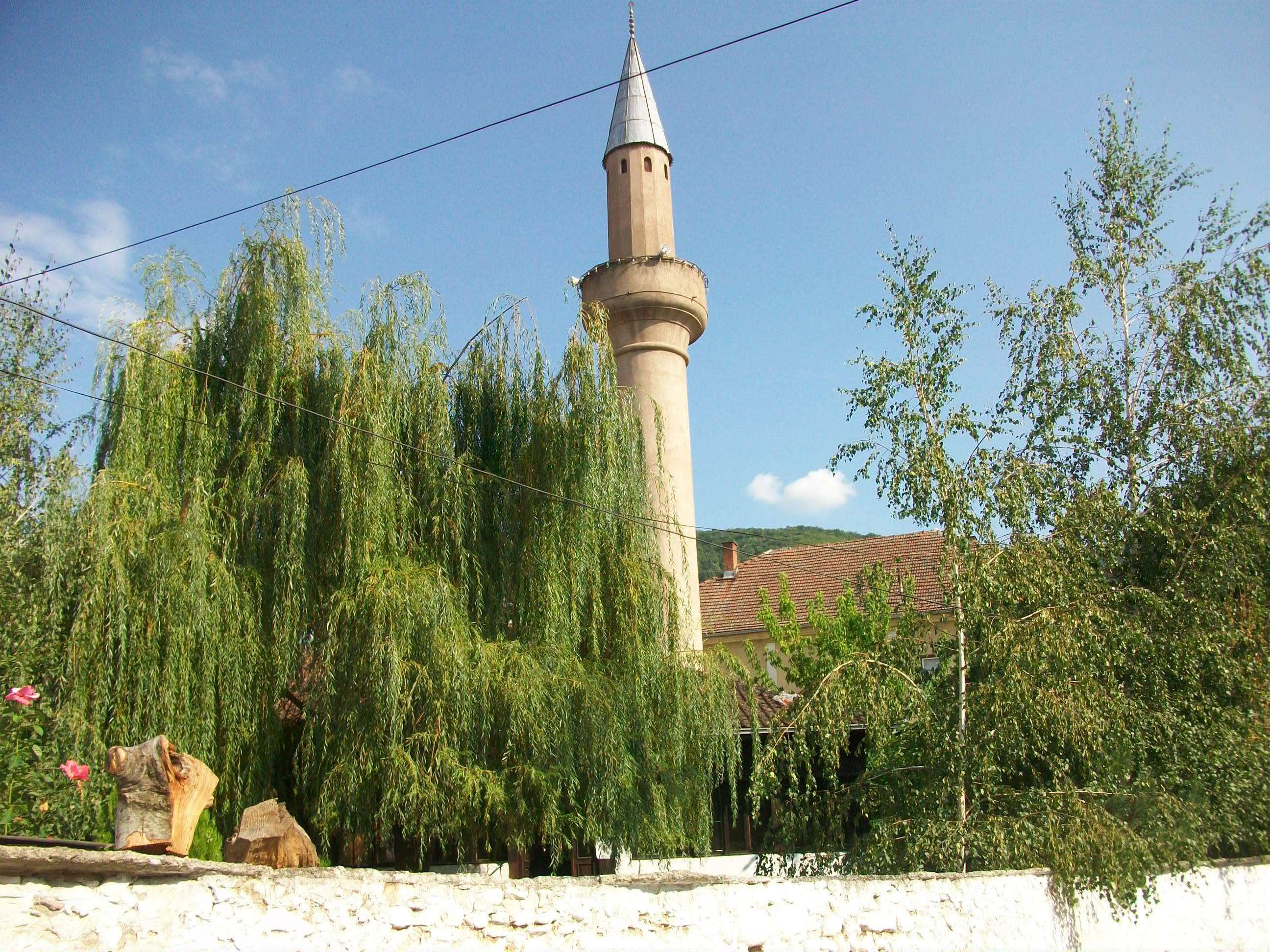
Moscheea lui Muderiz Ali-effendi din Prizren
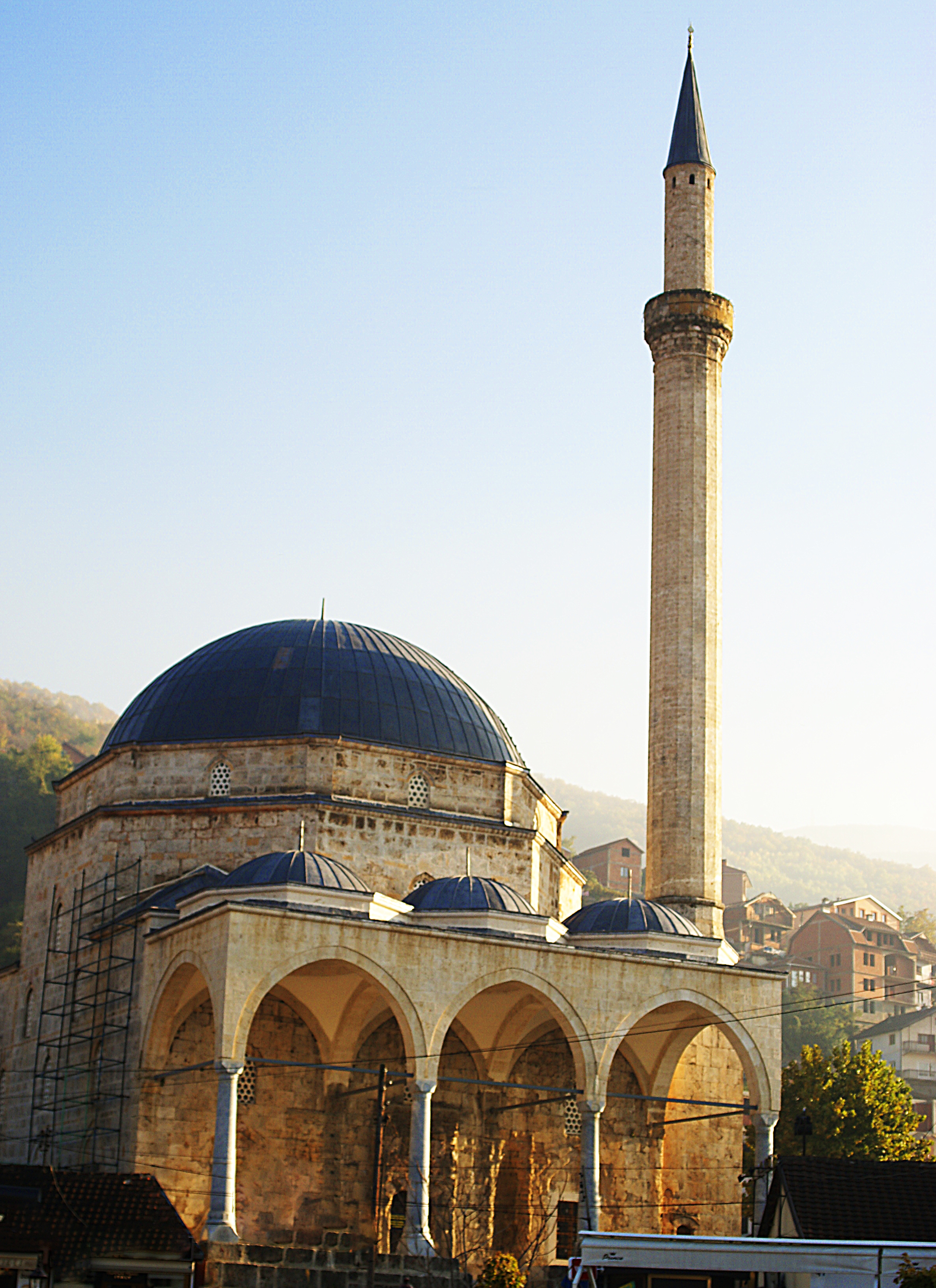
Moscheea Sinan-pasha din Prizren
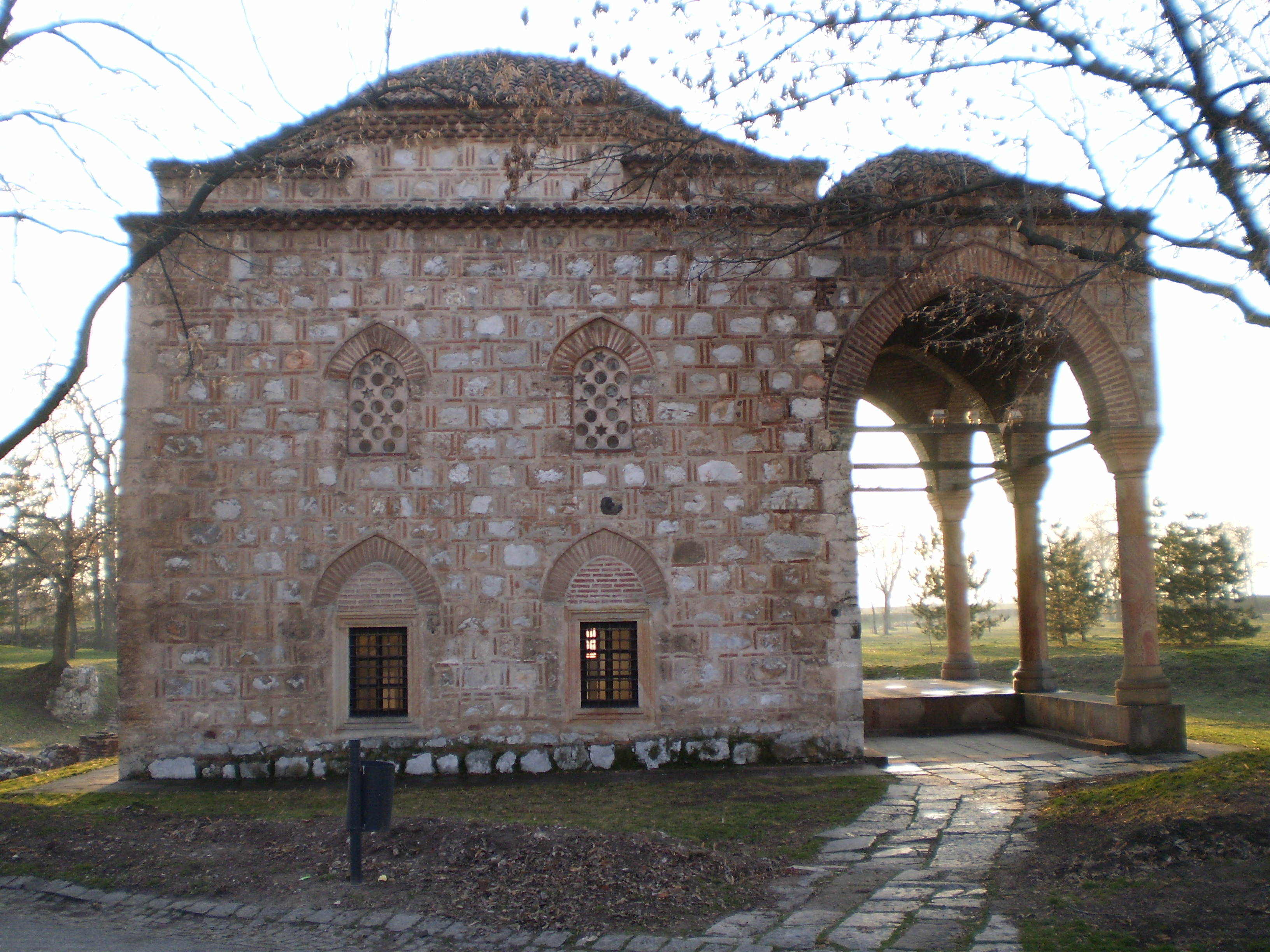
Moscheea Bali-beg din Nis
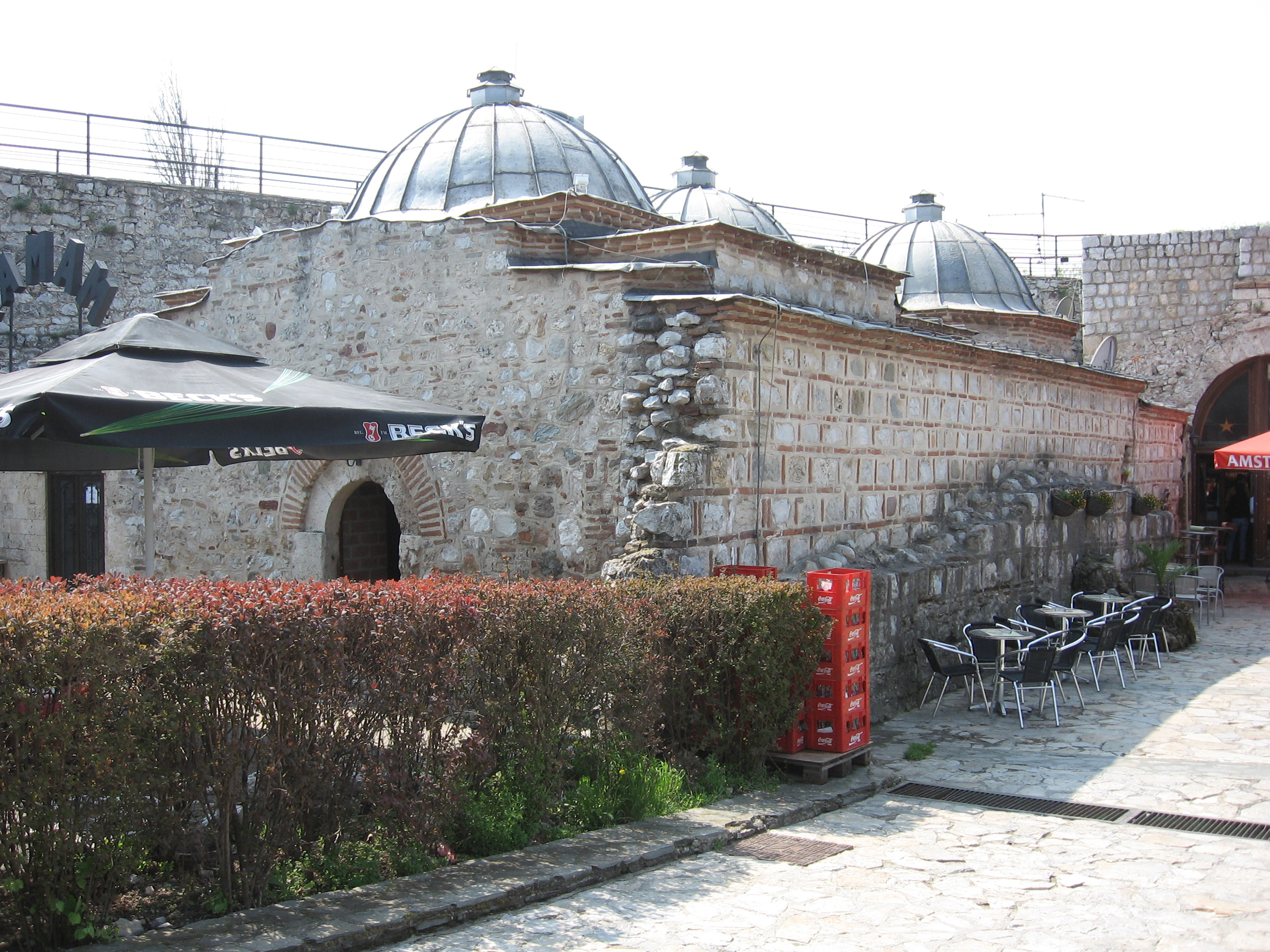
Hammam în Nis
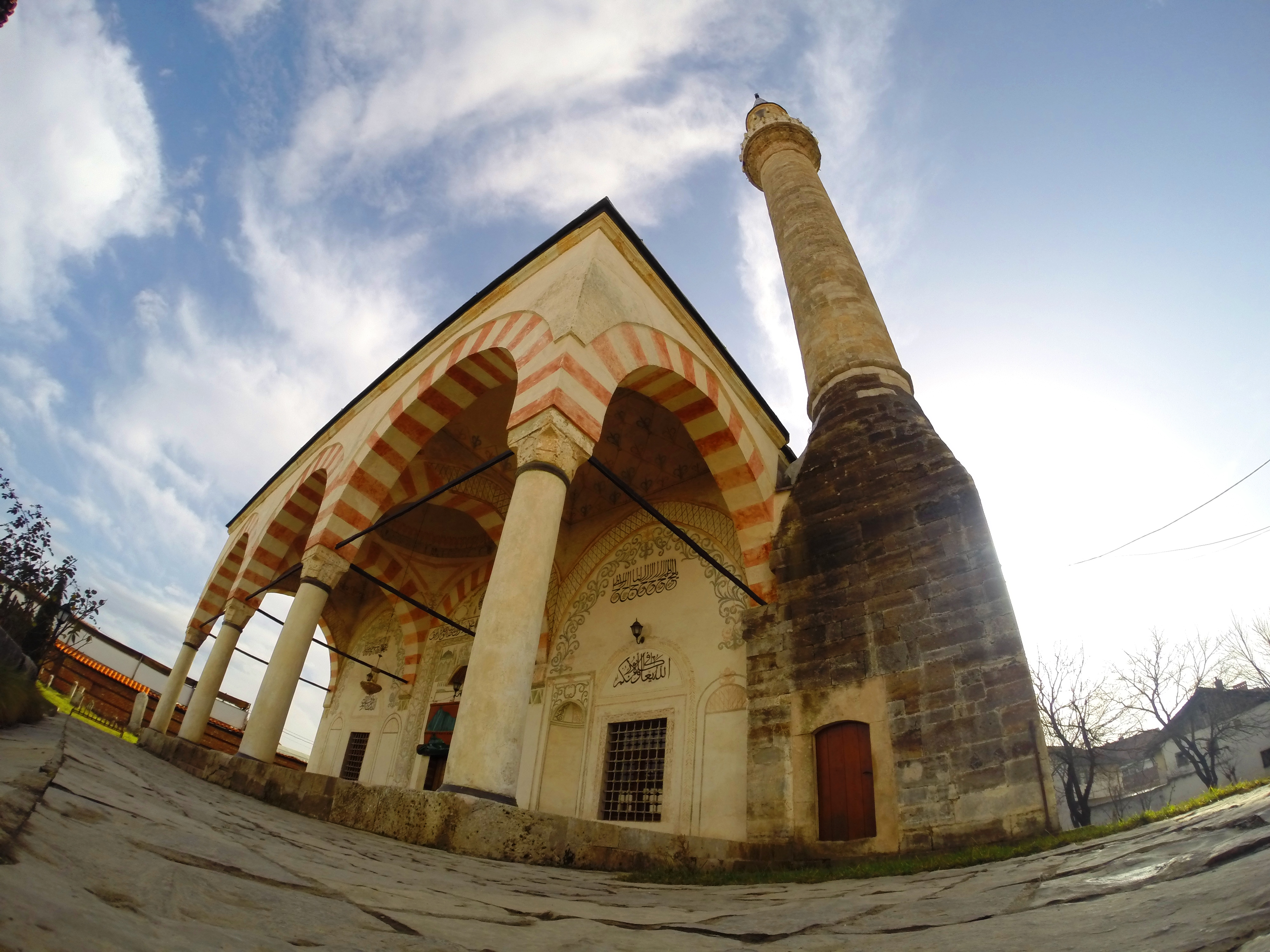
Moscheea Hadum din Gjakova